# Советское сельское поселение (Калачёвский район)
Сове́тское се́льское поселе́ние — муниципальное образование в составе Калачёвского района Волгоградской области.
Административный центр — посёлок Волгодонской.

## История
Советское сельское поселение образовано 20 января 2005 года в соответствии с Законом Волгоградской области № 994-ОД.

## Население
| 2010  | 2012  | 2013  | 2014  | 2015  | 2016  | 2017  |
| ----- | ----- | ----- | ----- | ----- | ----- | ----- |
| 6372  | ↘6176 | ↘6084 | ↘5988 | ↘5959 | ↗6118 | ↗6611 |
| 2018  | 2019  | 2020  | 2021  |       |       |       |
| ↘6584 | ↘6477 | ↘6146 | ↗6292 |       |       |       |

## Состав сельского поселения
| № | Населённый пункт | Тип населённого пункта          | Население |
| - | ---------------- | ------------------------------- | --------- |
| 1 | Волгодонской     | посёлок, административный центр | 1272      |
| 2 | Комсомольский    | посёлок                         | 1224      |
| 3 | Октябрьский      | посёлок                         | ↗3752     |
| 4 | Степной          | хутор                           | 387       |